# 超·乃木坂明星誕生！
《超·乃木坂明星誕生！》（日语：／ Cyou・nogizakasuta-tanjyou！）是2023年4月25日到2025年3月11日在日本電視台播放，為日本女子偶像團體乃木坂46所冠名的綜藝節目。

## 概要
乃木坂46的5期生在節目《新·乃木坂之星誕生！》中，將繼續挑戰「昭和歌謠」與「平成名曲」的熱門歌曲，同時首次挑戰短劇演出。
節目播出結束後，將會在Hulu以「超·乃木坂之星誕生！5期生的挑戰」為標題，配合未公開影像一同上線。
2024年2月20日，在節目的最後宣布將在4月30日播出第二季。

## 超·乃木坂明星誕生！第一季

### 出演者

#### 主持人
- 奧茲華爾德（日语：オズワルド (お笑いコンビ)）（畠中悠、伊藤俊介）[1]

#### 常規演出
- 乃木坂46
  - 5期生：五百城茉央、池田瑛紗、一之瀨美空、井上和、菅原咲月、富里奈央、中西阿爾諾、岡本姬奈[注 3]、小川彩、奧田伊呂波、川崎櫻[1]

#### 各集來賓
- Angora村長（貓咪明星）－第10集[3]
- 柏木成彥（不是很棒嗎？）－第23集[4]
- 太朗（太鵬）－第23集[4]
- 森田哲矢（日语：森田哲矢）、東袋（日语：東ブクロ）（再見吧青春之光）－第35集[5]

### 播放日程
| 集數 | 播放日期      | 內容 | 歌曲                             | 演唱成員                                                             | 乃木明星短劇               | 演出者                                                                   | 備註   |
| ---- | ------------- | --- | -------------------------------- | -------------------------------------------------------------------- | -------------------------- | ------------------------------------------------------------------------ | ------ |
| 1    | 2023年4月25日 | 首次挑戰短劇！「熱血千葉魂」、一之瀨、池田、五百城演唱DREAMS COME TRUE的《希望天氣放晴》、演唱《世界就是把那叫做愛啊》                                            | 世界就是把那叫做愛阿             | 出演者全員                                                           | 熱血千葉魂                 | 井上和、小川彩、奧田伊呂波、川崎櫻、富里奈央、中西阿爾諾                 | [ 6 ]  |
| 1    | 2023年4月25日 | 首次挑戰短劇！「熱血千葉魂」、一之瀨、池田、五百城演唱DREAMS COME TRUE的《希望天氣放晴》、演唱《世界就是把那叫做愛啊》                                            | 希望天氣放晴                     | 一之瀨美空、池田瑛紗、五百城茉央                                     | 熱血千葉魂                 | 井上和、小川彩、奧田伊呂波、川崎櫻、富里奈央、中西阿爾諾                 | [ 6 ]  |
| 2    | 5月2日        | 一之瀨、池田與奧田挑戰短劇「超級萌系時尚模特兒・安美久」、五百城與奧田合唱奧田民生的《流浪》、菅原與中西合唱Pornograffitti的《阿波羅》                            | 流浪                             | 五百城茉央、奧田伊呂波                                               | 超級萌系時尚模特兒・安美久 | 池田瑛紗、一之瀨美空、奧田伊呂波                                         | [ 7 ]  |
| 2    | 5月2日        | 一之瀨、池田與奧田挑戰短劇「超級萌系時尚模特兒・安美久」、五百城與奧田合唱奧田民生的《流浪》、菅原與中西合唱Pornograffitti的《阿波羅》                            | 阿波羅                           | 中西阿爾諾、菅原咲月wish 紅襪隊                                      | 超級萌系時尚模特兒・安美久 | 池田瑛紗、一之瀨美空、奧田伊呂波                                         | [ 7 ]  |
| 3    | 5月9日        | 小川、一之瀨與中西出演短劇「啊～耶轉蛋」、池田、奧田與川崎合唱《母親》、五百城與冨里合唱Kiroro的《向著未來》                                                      | 母親                             | 池田瑛紗、奧田伊呂波、川崎櫻                                         | 啊～耶轉蛋                 | 一之瀨美空、小川彩、中西阿爾諾                                           | [ 8 ]  |
| 3    | 5月9日        | 小川、一之瀨與中西出演短劇「啊～耶轉蛋」、池田、奧田與川崎合唱《母親》、五百城與冨里合唱Kiroro的《向著未來》                                                      | 向著未來                         | 五百城茉央、富里奈央                                                 | 啊～耶轉蛋                 | 一之瀨美空、小川彩、中西阿爾諾                                           | [ 8 ]  |
| 4    | 5月16日       | 池田、小川、奧田、富里與中西演出短劇「乃木坂之星警察 青春搜查課」、井上、川崎與中西合唱ORANGE RANGE的《花》、小川獨唱《信 ～給十五歲的你～》                      | 花                               | 井上和、川崎櫻、中西阿爾諾                                           | 乃木坂明星警察 青春搜查課  | 池田瑛紗、小川彩、奧田伊呂波、富里奈央、中西阿爾諾                       | [ 9 ]  |
| 4    | 5月16日       | 池田、小川、奧田、富里與中西演出短劇「乃木坂之星警察 青春搜查課」、井上、川崎與中西合唱ORANGE RANGE的《花》、小川獨唱《信 ～給十五歲的你～》                      | 信 ～給十五歲的你～              | 小川彩                                                               | 乃木坂明星警察 青春搜查課  | 池田瑛紗、小川彩、奧田伊呂波、富里奈央、中西阿爾諾                       | [ 9 ]  |
| 5    | 5月23日       | 菅原、五百城、池田、井上、奧田、富里出演短劇「太辣了！泡美老師！」、川崎、小川、菅原與中西合唱小沢健二的《今天是Boogie Back》、一之瀨獨唱德永英明的《Rainy Blue》 | 今天是Boogie Back                | 川崎櫻、小川彩、菅原咲月、中西阿爾諾                                 | 太辣了！泡美老師！         | 五百城茉央、池田瑛紗、井上和、奧田伊呂波、菅原咲月、富里奈央             | [ 10 ] |
| 5    | 5月23日       | 菅原、五百城、池田、井上、奧田、富里出演短劇「太辣了！泡美老師！」、川崎、小川、菅原與中西合唱小沢健二的《今天是Boogie Back》、一之瀨獨唱德永英明的《Rainy Blue》 | Rainy Blue                       | 一之瀨美空                                                           | 太辣了！泡美老師！         | 五百城茉央、池田瑛紗、井上和、奧田伊呂波、菅原咲月、富里奈央             | [ 10 ] |
| 6    | 5月30日       | 川崎、井上與中西出演短劇「魔法少女櫻乃木」、一之瀨與井上合唱PUFFY的《亞洲的純真》、富里、中西、五百城與奧田合唱《聚集風》                                         | 亞洲的純真                       | 一之瀨美空、井上和                                                   | 魔法少女櫻乃木             | 井上和、川崎櫻、中西阿爾諾                                               | [ 11 ] |
| 6    | 5月30日       | 川崎、井上與中西出演短劇「魔法少女櫻乃木」、一之瀨與井上合唱PUFFY的《亞洲的純真》、富里、中西、五百城與奧田合唱《聚集風》                                         | 聚集風                           | 富里奈央、中西阿爾諾、五百城茉央                                     | 魔法少女櫻乃木             | 井上和、川崎櫻、中西阿爾諾                                               | [ 11 ] |
| 7    | 6月6日        | 來自兵庫的最強不良少女五百城登場！短劇「熱血！千葉魂」第2話、冨里演唱福山雅治的《讓我們成為一家人》                                                               | 讓我們成為一家人                 | 富里奈央                                                             | 熱血千葉魂 第2話           | 五百城茉央、小川彩、奧田伊呂波、菅原咲月、富里奈央、中西阿爾諾           | [ 12 ] |
| 8    | 6月13日       | 短劇「喵儀大人」歌曲〈やまのれ! MOUNTAIN HAND PARTY!〉、井上、小川與川崎合唱Chatmonchy的〈香格里拉〉                                                              | 香格里拉                         | 井上和、小川彩、川崎櫻                                               | 喵儀大人                   | 五百城茉央、井上和、池田瑛紗、中西阿爾諾                                 | [ 13 ] |
| 9    | 6月20日       | 短劇「硬派組合・黑咖啡」演唱玉置浩二的《田園》、演唱T.M.Revolution的《HOT LIMIT》、單元企劃《家庭故事②》                                                          | 田園                             | 五百城茉央、池田瑛紗、井上和、富里奈央、中西阿爾諾                   | 硬派組合・黑咖啡           | 五百城茉央、井上盒、小川彩、奧田伊呂波、菅原咲月、富里奈央               | [ 14 ] |
| 9    | 6月20日       | 短劇「硬派組合・黑咖啡」演唱玉置浩二的《田園》、演唱T.M.Revolution的《HOT LIMIT》、單元企劃《家庭故事②》                                                          | HOT LIMIT                        | 小川彩、菅原咲月、奧田伊呂波                                         | 硬派組合・黑咖啡           | 五百城茉央、井上盒、小川彩、奧田伊呂波、菅原咲月、富里奈央               | [ 14 ] |
| 10   | 6月27日       | 小川彩生日特別企劃！演唱《感傷之旅》、「小川彩問答」──公開童年珍藏影片、短劇「Z世代搞笑藝人試鏡會」                                                               | 感傷之旅                         | 出演者全員                                                           | Z世代搞笑藝人試鏡會        | 井上和、小川彩、奧田伊呂波、中西阿爾諾、富里奈央、Angora村長             |        |
| 11   | 7月4日        | 短劇「太辣了！泡美老師2」、井上與奧田合唱《那架紙飛機劃破陰天》、五百城與菅原合唱《1993年的夏日》                                                                 | 那架紙飛機劃破陰天               | 井上和、奧田伊呂波                                                   | 太辣了！泡美老師2          | 五百城茉央、池田瑛紗、井上和、奧田伊呂波、菅原咲月、富里奈央、中西阿爾諾 | [ 15 ] |
| 11   | 7月4日        | 短劇「太辣了！泡美老師2」、井上與奧田合唱《那架紙飛機劃破陰天》、五百城與菅原合唱《1993年的夏日》                                                                 | 1993年的夏日                     | 五百城茉央、菅原咲月                                                 | 太辣了！泡美老師2          | 五百城茉央、池田瑛紗、井上和、奧田伊呂波、菅原咲月、富里奈央、中西阿爾諾 | [ 15 ] |
| 12   | 7月11日       | 短劇「Love Breaking Down」、一之瀨、池田與奧田合唱《天國之吻》、井上獨唱《CAN YOU CELEBRATE?》、公開井上童年時期的珍藏歌唱影片                                    | 天堂之吻                         | 一之瀨美空、池田瑛紗、奧田伊呂波                                     | Love Breaking Down         | 五百城茉央、一之瀨美空、奧田伊呂波、富里奈央                             | [ 16 ] |
| 12   | 7月11日       | 短劇「Love Breaking Down」、一之瀨、池田與奧田合唱《天國之吻》、井上獨唱《CAN YOU CELEBRATE?》、公開井上童年時期的珍藏歌唱影片                                    | CAN YOU CELEBRATE?               | 井上和                                                               | Love Breaking Down         | 五百城茉央、一之瀨美空、奧田伊呂波、富里奈央                             | [ 16 ] |
| 13   | 7月18日       | 短劇「假面瑛紗」、井上、小川與川崎合唱《鯨魚12號》、單元企劃「箱子裡是什麼呢？」                                                                                  | 鯨魚12號                         | 井上和、小川彩、川崎櫻                                               | 假面瑛紗                   | 五百城茉央、池田瑛紗、井上和、富里奈央                                   | [ 17 ] |
| 14   | 7月25日       | 夏日金曲特SP！中西演唱 《真夏的果實》、池田與富里合唱《我的夏天》、短劇「熱血！千葉魂」第3話──富里要退出！？池田媽媽登場                                          | 我的夏天                         | 池田瑛紗、富里奈央                                                   | 熱血千葉魂 第3話           | 池田瑛紗、小川彩、奧田伊呂波、菅原咲月、富里奈央、中西阿爾諾             | [ 18 ] |
| 14   | 7月25日       | 夏日金曲特SP！中西演唱 《真夏的果實》、池田與富里合唱《我的夏天》、短劇「熱血！千葉魂」第3話──富里要退出！？池田媽媽登場                                          | 真夏的果實                       | 中西阿爾諾                                                           | 熱血千葉魂 第3話           | 池田瑛紗、小川彩、奧田伊呂波、菅原咲月、富里奈央、中西阿爾諾             | [ 18 ] |
| 15   | 8月1日        | 菅原與富里熱情演出5歲小孩！短劇「小幸與小直的可愛日記」、井上、小川與中西合唱《Sweet Emotio》、單元企劃「五期生問答挑戰」                                         | Sweet Emotion                    | 井上和、小川彩、中西阿爾諾                                           | 小幸與小直的可愛日記       | 奧田伊呂波、菅原咲月、富里奈央                                           | [ 19 ] |
| 16   | 8月8日        | 短劇「乃木坂明星警察 青春搜查課2」、小川與富里合唱Spitz的《海邊》、井上、小川與菅原合唱WANIMA的《一起》                                                           | 海邊                             | 小川彩、富里奈央                                                     | 乃木坂明星警察 青春搜查課2 | 五百城茉央、池田瑛紗、井上和、菅原咲月                                   | [ 20 ] |
| 16   | 8月8日        | 短劇「乃木坂明星警察 青春搜查課2」、小川與富里合唱Spitz的《海邊》、井上、小川與菅原合唱WANIMA的《一起》                                                           | 一起                             | 井上和、小川彩、菅原咲月                                             | 乃木坂明星警察 青春搜查課2 | 五百城茉央、池田瑛紗、井上和、菅原咲月                                   | [ 20 ] |
| 17   | 8月15日       | 短劇「AI機器人・直樹」、井上、川崎與富里合唱《你與夏季音樂節》、中西、小川與畠中合唱《島唄》                                                                      | 你与夏季音乐节                   | 井上和、川崎櫻、富里奈央                                             | AI機器人・直樹             | 池田瑛紗、一之瀨美空、富里奈央                                           | [ 21 ] |
| 17   | 8月15日       | 短劇「AI機器人・直樹」、井上、川崎與富里合唱《你與夏季音樂節》、中西、小川與畠中合唱《島唄》                                                                      | 島唄                             | 中西阿爾諾、小川彩、畠中悠                                           | AI機器人・直樹             | 池田瑛紗、一之瀨美空、富里奈央                                           | [ 21 ] |
| 18   | 8月22日       | 短劇「太辣了！泡美老師3」單元企劃「箱子裡是什麼呢」──中西大慌亂、五百城獨唱《願溫柔如潮水般湧現》                                                                 | 願溫柔如潮水般湧現               | 五百城茉央                                                           | 太辣了！泡美老師3          | 五百城茉央、池田瑛紗、井上和、奧田伊呂波、菅原咲月、富里奈央、中西阿爾諾 | [ 22 ] |
| 19   | 8月29日       | 短劇「開朗三姊妹」、真心對談企劃「坦率爆聊大會」、菅原演唱《Summertime Blues》                                                                                    | Summertime Blues/Boys kiss Girls | 菅原咲月                                                             | 開朗三姊妹                 | 池田瑛紗、一之瀨美空、富里奈央                                           | [ 23 ] |
| 20   | 9月26日       | 短劇「甜蜜糖果」、井上與中西首次合唱！《喙上櫻桃》、一之瀨、小川與川崎合唱《September》                                                                           | 喙上櫻桃                         | 井上和、中西阿爾諾                                                   | 甜蜜糖果                   | 一之瀨美空、井上和、菅原咲月、川崎櫻                                     | [ 24 ] |
| 20   | 9月26日       | 短劇「甜蜜糖果」、井上與中西首次合唱！《喙上櫻桃》、一之瀨、小川與川崎合唱《September》                                                                           | SEPTEMBER                        | 一之瀨美空、小川彩、川崎櫻                                           | 甜蜜糖果                   | 一之瀨美空、井上和、菅原咲月、川崎櫻                                     | [ 24 ] |
| 21   | 10月3日       | 短劇「煩武士・奧田色之助」、五百城獨唱《追尋自我的故事》、池田與愉快的夥伴們合唱《EVERYDAY AT THE BUS STOP》                                                      | EVERYDAY AT THE BUS STOP         | 池田瑛紗和愉快的夥伴                                                 | 煩武士・奧田色之助         | 小川彩、奧田伊呂波、菅原咲月、富里奈央                                   | [ 25 ] |
| 21   | 10月3日       | 短劇「煩武士・奧田色之助」、五百城獨唱《追尋自我的故事》、池田與愉快的夥伴們合唱《EVERYDAY AT THE BUS STOP》                                                      | 追尋自我的故事                   | 五百城茉央                                                           | 煩武士・奧田色之助         | 小川彩、奧田伊呂波、菅原咲月、富里奈央                                   | [ 25 ] |
| 22   | 10月10日      | 井上演唱 DISH// 的《猫》、五百城、小川與富里合唱《楓》、短劇「別走啊！彩公主」──成員男裝登場，引發攝影棚騷動                                                      | 貓                               | 井上和                                                               | 別走啊！彩公主             | 池田瑛紗、井上和、小川彩、川崎櫻、中西阿爾諾                             | [ 26 ] |
| 22   | 10月10日      | 井上演唱 DISH// 的《猫》、五百城、小川與富里合唱《楓》、短劇「別走啊！彩公主」──成員男裝登場，引發攝影棚騷動                                                      | 楓                               | 五百城茉央、小川彩、富里奈央                                         | 別走啊！彩公主             | 池田瑛紗、井上和、小川彩、川崎櫻、中西阿爾諾                             | [ 26 ] |
| 23   | 10月16日      | 傳說中的隨興旅遊節目《乃木坂去哪兒》復活！首次外景體驗、便服時尚檢查、插畫對決、即興創作歌曲                                                                      | -                                | -                                                                    | -                          | -                                                                        |        |
| 24   | 10月24日      | 隨興旅遊節目《乃木坂去哪兒》後半戰！無法預測的保齡球對決！、在知名麵包店享用美食時光，成員們還親自設計原創麵包！                                                  | -                                | -                                                                    | -                          | -                                                                        | [ 27 ] |
| 25   | 10月31日      | 岡本姫奈復出！五期生全員變裝萬聖節SP、短劇「太辣了！泡美老師4」、令和與平成時代人氣舞曲特輯《Dancehall》與《心情HIGH翻天》                                        | Dancehall                        | 五百城茉央、池田瑛紗、井上和、小川彩、奧田伊呂波、岡本姬奈、富里奈央 | 太辣了！泡美老師4          | 五百城茉央、池田瑛紗、井上和、奧田伊呂波、菅原咲月、中西阿爾諾           | [ 28 ] |
| 25   | 10月31日      | 岡本姫奈復出！五期生全員變裝萬聖節SP、短劇「太辣了！泡美老師4」、令和與平成時代人氣舞曲特輯《Dancehall》與《心情HIGH翻天》                                        | 心情HIGH翻天                     | 一之瀨美空、川崎櫻、菅原咲月、中西阿爾諾                             | 太辣了！泡美老師4          | 五百城茉央、池田瑛紗、井上和、奧田伊呂波、菅原咲月、中西阿爾諾           | [ 28 ] |
| 26   | 11月7日       | 中西首次主演！短劇「阿爾諾媽媽隨心所欲」、奧田與中西合唱的《奏》、池田、一之瀨與小川合唱Aqua Timez的《虹》                                                        | 虹                               | 池田瑛紗、一之瀨美空、小川彩                                         | 阿爾諾媽媽隨心所欲         | 池田瑛紗、中西阿爾諾                                                     | [ 29 ] |
| 26   | 11月7日       | 中西首次主演！短劇「阿爾諾媽媽隨心所欲」、奧田與中西合唱的《奏》、池田、一之瀨與小川合唱Aqua Timez的《虹》                                                        | 奏                               | 奧田伊呂波、中西阿爾諾                                               | 阿爾諾媽媽隨心所欲         | 池田瑛紗、中西阿爾諾                                                     | [ 29 ] |
| 27   | 11月14日      | 愛拍照的富里瘋狂捕捉五百城的私下生活、演唱會舞台幕後（秘密）羈絆故事、Kiroro的懷念曲《Best Friend》感動全場，攝影棚淚崩                                           | Best Friend                      | 五百城茉央、富里奈央                                                 | -                          | -                                                                        | [ 30 ] |
| 28   | 11月21日      | 岡本首次參與短劇！「熱血！千葉魂」第4話、一之瀨、井上、小川與菅原合唱DEF.DIVA的《太愛你了，像個傻瓜》、奧田演唱電影《你的名字。》主題曲《無所謂啦》               | 太愛你了，像個傻瓜               | 小川彩、菅原咲月                                                     | 熱血千葉魂 第4話           | 一之瀨美空、小川彩、岡本姬奈、奧田伊呂波、菅原咲月、中西阿爾諾           | [ 31 ] |
| 28   | 11月21日      | 岡本首次參與短劇！「熱血！千葉魂」第4話、一之瀨、井上、小川與菅原合唱DEF.DIVA的《太愛你了，像個傻瓜》、奧田演唱電影《你的名字。》主題曲《無所謂啦》               | 無所謂啦                         | 奧田伊呂波                                                           | 熱血千葉魂 第4話           | 一之瀨美空、小川彩、岡本姬奈、奧田伊呂波、菅原咲月、中西阿爾諾           | [ 31 ] |
| 29   | 11月28日      | 同級生三人組「」──五百城、奧田與菅原的私下鎌倉之旅全程跟拍！三人合唱 wacci 的《寶物》，深情演出！                                                                 | 寶物                             | 五百城茉央、奧田伊呂波、菅原咲月                                     | -                          | -                                                                        | [ 32 ] |
| 30   | 12月5日       | 動畫歌曲SP！YOASOBI《偶像》、《五等分的新娘》片頭曲、《小魔女DoReMi》、短劇「乃木坂亭阿魯乃」                                                                     | 偶像                             | 一之瀨美空、小川彩                                                   | 乃木坂亭阿魯乃             | 一之瀨美空、小川彩、中西阿爾諾                                           | [ 33 ] |
| 30   | 12月5日       | 動畫歌曲SP！YOASOBI《偶像》、《五等分的新娘》片頭曲、《小魔女DoReMi》、短劇「乃木坂亭阿魯乃」                                                                     | 小魔女DoReMi                     | 池田瑛紗、菅原咲月、奧田伊呂波                                       | 乃木坂亭阿魯乃             | 一之瀨美空、小川彩、中西阿爾諾                                           | [ 33 ] |
| 30   | 12月5日       | 動畫歌曲SP！YOASOBI《偶像》、《五等分的新娘》片頭曲、《小魔女DoReMi》、短劇「乃木坂亭阿魯乃」                                                                     | 五等分的新娘                     | 五百城茉央、池田瑛紗、井上和、小川彩、中西阿爾諾                     | 乃木坂亭阿魯乃             | 一之瀨美空、小川彩、中西阿爾諾                                           | [ 33 ] |
| 31   | 12月12日      | 奧田製作原創歌曲，富里主演音樂錄影帶！演唱《極道鮮師》主題曲《NO MORE CRY》短劇《美食家・美味大師師匠》                                                           | NO MORE CRY                      | 五百城茉央、一之瀨美空、岡本姬奈、中西阿爾諾                         | 美食家・美味大師師匠       | 五百城茉央、一之瀨美空、井上和、奧田伊呂波、川崎櫻                       | [ 34 ] |
| 32   | 12月19日      | 池田與中西合唱RADWIMPS的《OSYAKASYAMA》、一之瀨、井上、岡本與小川合唱MAX的《一起》、短劇「開朗三姊妹2」                                                           | OSYAKASYAMA                      | 池田瑛紗、中西阿爾諾                                                 | 開朗三姊妹2                | 池田瑛紗、一之瀨美空、岡本姬奈、富里奈央                                 | [ 35 ] |
| 32   | 12月19日      | 池田與中西合唱RADWIMPS的《OSYAKASYAMA》、一之瀨、井上、岡本與小川合唱MAX的《一起》、短劇「開朗三姊妹2」                                                           | 一起 ・・・                      | 一之瀨美空、井上和、岡本姬奈、小川彩                                 | 開朗三姊妹2                | 池田瑛紗、一之瀨美空、岡本姬奈、富里奈央                                 | [ 35 ] |
| 33   | 12月26日      | 聖誕節SP！演唱《想要緊緊相依的聖誕節！》、演唱廣瀨香美的《DEAR…again》、短劇「甜蜜糖果2」                                                                         | 想要緊緊相依的聖誕節             | 五百城茉央、小川彩、川崎櫻、富里奈央                                 | 甜蜜糖果2                  | 一之瀨美空、奧田伊呂波、菅原咲月、川崎櫻                                 | [ 36 ] |
| 33   | 12月26日      | 聖誕節SP！演唱《想要緊緊相依的聖誕節！》、演唱廣瀨香美的《DEAR…again》、短劇「甜蜜糖果2」                                                                         | DEAR...again                     | 奧田伊呂波、菅原咲月                                                 | 甜蜜糖果2                  | 一之瀨美空、奧田伊呂波、菅原咲月、川崎櫻                                 | [ 36 ] |
| 34   | 2024年1月9日  | 井上製作企劃！Vocaloid SP 《Dance Robot Dance》、Neru《How to Conquer the World》、halyosy《Blessing》                                                            | Dance Robot Dance                | 一之瀨美空、小川彩、川崎櫻、富里奈央                                 | -                          | -                                                                        | [ 37 ] |
| 34   | 2024年1月9日  | 井上製作企劃！Vocaloid SP 《Dance Robot Dance》、Neru《How to Conquer the World》、halyosy《Blessing》                                                            | How to Conquer the World         | 井上和、菅原咲月、中西阿爾諾                                         | -                          | -                                                                        | [ 37 ] |
| 34   | 2024年1月9日  | 井上製作企劃！Vocaloid SP 《Dance Robot Dance》、Neru《How to Conquer the World》、halyosy《Blessing》                                                            | Blessing                         | 5期生全員                                                            | -                          | -                                                                        | [ 37 ] |
| 35   | 1月16日       | 特別來賓：再見吧青春之光《乃木坂短劇》中人氣短劇「炸豬排飯之家」復活！「坦率瘋狂集會」第二彈、菅原演唱 trf 的《因為是寒冷的夜晚…》                                | 因為是寒冷的夜晚                 | 小川彩、奧田伊呂波、菅原咲月                                         | 炸豬排飯之家               | 池田瑛紗、井上和、小川彩、川崎櫻、再見吧青春之光                         |        |
| 36   | 1月23日       | 《超·乃木坂明星誕生！LIVE》幕後特別篇！最年少成員小川落淚的理由、井上挑戰再戰！演唱 DISH// 的《貓》11位成員之間的深厚羈絆                                         | -                                | -                                                                    | -                          | -                                                                        | [ 38 ] |
| 37   | 1月30日       | 川﨑首次挑戰節奏搞笑段子！短劇「幸運櫻花醬」、短劇「煩人武士・奧田色之助2」、五百城與井上合唱Kazun的《冬季幻想》                                                  | 冬季幻想                         | 五百城茉央、井上和                                                   | 幸運櫻花醬                 | 井上和、川崎櫻                                                           | [ 39 ] |
| 37   | 1月30日       | 川﨑首次挑戰節奏搞笑段子！短劇「幸運櫻花醬」、短劇「煩人武士・奧田色之助2」、五百城與井上合唱Kazun的《冬季幻想》                                                  | 冬季幻想                         | 五百城茉央、井上和                                                   | 煩人武士・奧田色之助2      | 五百城茉央、小川彩、奧田伊呂波、菅原咲月                                 | [ 39 ] |
| 38   | 2月6日        | 菅原、一之瀨、井上、小川與中西合唱早安少女組的《泡泡》、奧田演唱小田和正的《確實的事》、節奏搞笑段子第2彈！短劇「幸運櫻花醬」                                     | 泡泡                             | 一之瀨美空、井上和、小川彩、菅原咲月、中西阿爾諾                     | 幸運櫻花醬 第2話           | 井上和、川崎櫻                                                           | [ 40 ] |
| 38   | 2月6日        | 菅原、一之瀨、井上、小川與中西合唱早安少女組的《泡泡》、奧田演唱小田和正的《確實的事》、節奏搞笑段子第2彈！短劇「幸運櫻花醬」                                     | 確實的事                         | 奧田伊呂波                                                           | 幸運櫻花醬 第2話           | 井上和、川崎櫻                                                           | [ 40 ] |
| 39   | 2月13日       | 情人節特別企劃！短劇「甜點大師師匠」、一之瀨演唱華原朋美的《I BELIEVE》、五百城、岡本、奧田、川崎與富里合唱 flumpool 的《只想告訴你》                             | 只想告訴你                       | 五百城茉央、岡本姬奈、奧田伊呂波、川崎櫻、富里奈央                   | 甜點大師師匠               | 五百城茉央、一之瀨美空、井上和、岡本姬奈、奧田伊呂波、川崎櫻、菅原咲月   | [ 41 ] |
| 39   | 2月13日       | 情人節特別企劃！短劇「甜點大師師匠」、一之瀨演唱華原朋美的《I BELIEVE》、五百城、岡本、奧田、川崎與富里合唱 flumpool 的《只想告訴你》                             | I BELIEVE                        | 一之瀨美空、井上和、小川彩                                           | 甜點大師師匠               | 五百城茉央、一之瀨美空、井上和、岡本姬奈、奧田伊呂波、川崎櫻、菅原咲月   | [ 41 ] |
| 40   | 2月20日       | 《乃木明星角色奧斯卡獎》！從全89位角色中選出最佳女主角、最佳女配角與最佳男演員！全員合唱的《要去完成看似不可能的事》                                              | 要去完成看似不可能的事           | 出演者全員                                                           | -                          | -                                                                        | [ 42 ] |

### 播出時間
| 播出日期                     | 播出時間                          | 播放局       | 播放區域 | 備註     |
| ---------------------------- | --------------------------------- | ------------ | -------- | -------- |
| 2023年4月25日—2024年2月20日  | 星期二 01:29－01:59（星期一深夜） | 日本電視台   | 關東地方 | 製作局   |
| 2023年5月3日—2024年2月28日   | 星期三 00:59－01:29（星期二深夜） | TV新潟放送網 | 新潟縣   |          |
| 2023年5月4日—2024年2月29日   | 星期四 00:59－01:29（星期三深夜） | 宮城電視台   | 宮城縣   |          |
| 2023年5月7日—2024年3月3日    | 星期日 02:00－02:30（星期六深夜） | 福岡放送     | 福岡縣   |          |
| 2023年11月18日—2024年4月13日 | 星期六 01:25－01:55（星期五深夜） | 沖繩電視台   | 沖繩縣   | [ 注 7 ] |

## 超·乃木坂明星誕生！第二季
第二季的播出時間為2024年4月30日至2025年3月11日，出演者皆與第一季相同。第二季改回原本的3期生與4期生的前輩成員會以嘉賓身份出演，還有開始進行與嘉賓藝人的合作表演。

### 出演者

#### 主持人
- 奧茲華爾德（畠中悠、伊藤俊介）[1]

#### 常規演出
- 乃木坂46
  - 5期生：五百城茉央、池田瑛紗、一之瀨美空、井上和、菅原咲月、富里奈央、中西阿爾諾、岡本姬奈、小川彩、奧田伊呂波、川崎櫻[1]
- 前輩成員
  - 久保史緒里－第41集[44]
  - 伊藤理理杏－第42集[45]
  - 弓木奈於－第43集[46]
  - 柴田柚菜－第44集[47]
  - 清宮玲－第45集[48]
  - 岩本蓮加－第46集[49]
  - 吉田綾乃克莉絲蒂－第47集[50]
  - 黑見明香－第48集[51]
  - 遠藤櫻－第49集[52]
  - 林瑠奈－第50集[53]
  - 松尾美佑－第51集[54]
  - 中村麗乃－第53集[55]
  - 佐藤璃果－第56集[56]
  - 賀喜遙香－第57集[57]

#### 各集來賓
- 大森元貴（Mrs. GREEN APPLE）－第41集[44]
- 克莉絲朵·凱兒－第42集[45]
- Koresawa－第43集[46]
- 三浦祐太朗－第44集[47]
- 南野陽子－第45集[48]
- 家入里歐－第46集[49]
- 井上苑子－第47集[50]
- 木山裕策－第48集[51]
- 中西保志－第49集[52]
- 一青窈－第50集[53]
- 松本梨香－第51集[54]
- 高城勇貴－第52集[58]
- 克里斯·哈特－第53集[55]
- SILENT SIREN－第54集[59]
- 奧華子－第55集[60]
- SEAMO－第56集[56]
- 杏沙子－第57集[57]
- 榑井勇輝－第58集[61]
- BLUE ENCOUNT－第59集[62]
- 平野绫－第60集[63]
- 橫山劍－第61集[64]
- 渡邊美奈代－第62集[65]
- Rake－第63集[66]
- 橋口洋平（Wacci）－第64集[67]
- 佐仓绫音－第65集[68]
- 香奈儿－第66集[69]
- 大石昌良－第67集[70]
- 和樂器樂團－第68集[71]
- SAM、DJ KOO（B.O.C）－第69集[72]
- shoji、kazuki（s**t kingz）－第70集[73]
- 平松愛理－第72集[74]
- 森若香織－第73集[75]
- 花*花－第75集[76]
- 樋口愛－第76集[77]
- 石井龍也（米米CLUB）－第77集[78]

### 播放日程
| 集數 | 播出日期      | 內容 | 歌曲                          | 演唱成員                                                   | 備註      |
| ---- | ------------- | --- | ----------------------------- | ---------------------------------------------------------- | --------- |
| 41   | 2024年4月30日 | 與Mrs. GREEN APPLE的大森元貴合作演唱《春愁》、五期生全員合唱《順其自然》、 前輩久保史緒里演唱Creephype的《栞》                          | 順其自然                      | 出演者全員                                                 |           |
| 41   | 2024年4月30日 | 與Mrs. GREEN APPLE的大森元貴合作演唱《春愁》、五期生全員合唱《順其自然》、 前輩久保史緒里演唱Creephype的《栞》                          | 春愁                          | 五百城茉央、奧田伊呂波、川崎櫻、中西阿爾諾、大森元貴       |           |
| 41   | 2024年4月30日 | 與Mrs. GREEN APPLE的大森元貴合作演唱《春愁》、五期生全員合唱《順其自然》、 前輩久保史緒里演唱Creephype的《栞》                          | 栞                            | 久保史緒里                                                 |           |
| 42   | 5月7日        | 克莉絲朵·凱兒和一之瀨緊張地二重唱《如果墜入愛河》、 前輩伊藤理理杏演唱《化作花朵》、小川、井上、岡本和富里合唱《沒骨氣》                | 沒骨氣                        | 小川彩、井上和、岡本姬奈、富里奈央                         |           |
| 42   | 5月7日        | 克莉絲朵·凱兒和一之瀨緊張地二重唱《如果墜入愛河》、 前輩伊藤理理杏演唱《化作花朵》、小川、井上、岡本和富里合唱《沒骨氣》                | 化作花朵                      | 伊藤理理杏                                                 |           |
| 42   | 5月7日        | 克莉絲朵·凱兒和一之瀨緊張地二重唱《如果墜入愛河》、 前輩伊藤理理杏演唱《化作花朵》、小川、井上、岡本和富里合唱《沒骨氣》                | 如果墜入愛河                  | 一之瀨美空、克莉絲朵·凱兒                                  |           |
| 43   | 5月14日       | Koresawa登場！五百城合唱《♡人生♡》、 池田與井上演唱DISH//的《沈丁花》、弓木奈於獻唱《獻給你的歌》                                       | 沈丁花                        | 井上和、池田瑛紗                                           |           |
| 43   | 5月14日       | Koresawa登場！五百城合唱《♡人生♡》、 池田與井上演唱DISH//的《沈丁花》、弓木奈於獻唱《獻給你的歌》                                       | ♡人生♡                        | 五百城茉央、Koresawa                                       |           |
| 43   | 5月14日       | Koresawa登場！五百城合唱《♡人生♡》、 池田與井上演唱DISH//的《沈丁花》、弓木奈於獻唱《獻給你的歌》                                       | 獻給你的歌                    | 弓木奈於                                                   |           |
| 44   | 5月21日       | 山口百恵SP！三浦祐太朗與菅原合唱《再見的彼端》、 前輩柴田柚菜演唱《假黃金》、岡本與奧田合唱《橫須賀物語》                               | 横須賀物語                    | 岡本姬奈、奧田伊呂波                                       |           |
| 44   | 5月21日       | 山口百恵SP！三浦祐太朗與菅原合唱《再見的彼端》、 前輩柴田柚菜演唱《假黃金》、岡本與奧田合唱《橫須賀物語》                               | 再見的彼端                    | 三浦祐太郎、菅原咲月                                       |           |
| 44   | 5月21日       | 山口百恵SP！三浦祐太朗與菅原合唱《再見的彼端》、 前輩柴田柚菜演唱《假黃金》、岡本與奧田合唱《橫須賀物語》                               | 假黃金                        | 柴田柚菜、池田瑛紗、菅原咲月（伴舞）                       |           |
| 45   | 5月28日       | 南野陽子&小川合唱《用吐息編織成的網》、五百城&富里合唱《愛言葉》、 前輩清宮玲與乃木明星夥伴合唱森七菜的《Smile》                        | 愛言葉                        | 五百城茉央、富里奈央                                       |           |
| 45   | 5月28日       | 南野陽子&小川合唱《用吐息編織成的網》、五百城&富里合唱《愛言葉》、 前輩清宮玲與乃木明星夥伴合唱森七菜的《Smile》                        | Smile                         | 清宮玲 wish 乃木明星夥伴                                   |           |
| 45   | 5月28日       | 南野陽子&小川合唱《用吐息編織成的網》、五百城&富里合唱《愛言葉》、 前輩清宮玲與乃木明星夥伴合唱森七菜的《Smile》                        | 用吐息編織成的網              | 南野陽子、小川彩                                           |           |
| 46   | 6月4日        | 家入里歐＆井上合唱《你給的夏天》、 前輩岩本蓮加演唱《十字路口》、井上、一之瀨與岡本合唱《認真過頭》                                     | 認真過頭                      | 井上和、一之瀨美空、岡本姬奈                               |           |
| 46   | 6月4日        | 家入里歐＆井上合唱《你給的夏天》、 前輩岩本蓮加演唱《十字路口》、井上、一之瀨與岡本合唱《認真過頭》                                     | 十字路口                      | 岩本蓮加                                                   |           |
| 46   | 6月4日        | 家入里歐＆井上合唱《你給的夏天》、 前輩岩本蓮加演唱《十字路口》、井上、一之瀨與岡本合唱《認真過頭》                                     | 你給的夏天                    | 井上和、家入里歐                                           |           |
| 47   | 6月11日       | 井上苑子登場！奧田與小川合唱《線香花火》、 川崎演唱《愛迪生》、前輩吉田綾乃克里斯蒂演唱《所以我放棄了音樂》                             | 愛迪生                        | 川崎櫻                                                     |           |
| 47   | 6月11日       | 井上苑子登場！奧田與小川合唱《線香花火》、 川崎演唱《愛迪生》、前輩吉田綾乃克里斯蒂演唱《所以我放棄了音樂》                             | 線香花火                      | 小川彩、奧田伊呂波、井上苑子                               |           |
| 47   | 6月11日       | 井上苑子登場！奧田與小川合唱《線香花火》、 川崎演唱《愛迪生》、前輩吉田綾乃克里斯蒂演唱《所以我放棄了音樂》                             | 所以我放棄了音樂              | 吉田綾乃克莉絲蒂、五百城茉央、富里奈央                     |           |
| 48   | 6月18日       | 木山裕策與中西合唱《home》、 池田、小川與菅原合唱《英雄》、前輩黑見明香演唱《學習之歌》、爆笑連發的「用照片說一句話」環節               | 英雄/明天                     | 池田瑛紗、小川彩                                           |           |
| 48   | 6月18日       | 木山裕策與中西合唱《home》、 池田、小川與菅原合唱《英雄》、前輩黑見明香演唱《學習之歌》、爆笑連發的「用照片說一句話」環節               | home                          | 木山裕策、中西阿爾諾                                       |           |
| 48   | 6月18日       | 木山裕策與中西合唱《home》、 池田、小川與菅原合唱《英雄》、前輩黑見明香演唱《學習之歌》、爆笑連發的「用照片說一句話」環節               | 學習之歌                      | 黑見明香、岡本姬奈、富里奈央                               |           |
| 49   | 7月2日        | 中西保志登場！與一之瀨合唱《最後的雨》、 5期生全員挑戰《美少女戰士美少女戰士水手月亮》的《月光傳說》、前輩遠藤櫻演唱《明天會晴嗎》      | 月光傳說/HEART MOVING         | 5期生全員                                                  |           |
| 49   | 7月2日        | 中西保志登場！與一之瀨合唱《最後的雨》、 5期生全員挑戰《美少女戰士美少女戰士水手月亮》的《月光傳說》、前輩遠藤櫻演唱《明天會晴嗎》      | 明天會放晴嗎                  | 遠藤櫻                                                     |           |
| 49   | 7月2日        | 中西保志登場！與一之瀨合唱《最後的雨》、 5期生全員挑戰《美少女戰士美少女戰士水手月亮》的《月光傳說》、前輩遠藤櫻演唱《明天會晴嗎》      | 最後的雨                      | 中西保志、一之瀨美空                                       |           |
| 50   | 7月9日        | 一青窈登場！與五百城合唱《花水木》、 池田、菅原、富里與中西合唱《幸福的Shanana》、前輩林瑠奈演唱《閃光少女》                            | 幸福的Shanana                 | 池田瑛紗、菅原咲月、富里奈央、中西阿爾諾                   |           |
| 50   | 7月9日        | 一青窈登場！與五百城合唱《花水木》、 池田、菅原、富里與中西合唱《幸福的Shanana》、前輩林瑠奈演唱《閃光少女》                            | 閃光少女                      | 林瑠奈                                                     |           |
| 50   | 7月9日        | 一青窈登場！與五百城合唱《花水木》、 池田、菅原、富里與中西合唱《幸福的Shanana》、前輩林瑠奈演唱《閃光少女》                            | 花水木                        | 五百城茉央、一青窈                                         |           |
| 51   | 7月16日       | 動畫歌曲SP① 松本梨香登場！、與池田、岡本合唱《目標是神奇寶貝大師》、 五百城與一之瀨合唱《幻化成風》、前輩松尾美佑演唱《Sparkle》        | 幻化成风                      | 五百城茉央、一之瀨美空                                     |           |
| 51   | 7月16日       | 動畫歌曲SP① 松本梨香登場！、與池田、岡本合唱《目標是神奇寶貝大師》、 五百城與一之瀨合唱《幻化成風》、前輩松尾美佑演唱《Sparkle》        | Sparkle                       | 松尾美佑                                                   |           |
| 51   | 7月16日       | 動畫歌曲SP① 松本梨香登場！、與池田、岡本合唱《目標是神奇寶貝大師》、 五百城與一之瀨合唱《幻化成風》、前輩松尾美佑演唱《Sparkle》        | 目標是神奇寶貝大師            | 池田瑛紗、岡本姬奈、松本梨香                               |           |
| 52   | 7月23日       | 動畫歌曲SP②《名偵探柯南》特集！高城勇貴與富里合唱《抓住我，今晚》、 井上與川崎合唱《渡月橋 ～想念你～》、岡本與小川合唱《美麗的鰭》     | 渡月橋 ～想念你～             | 井上和、川崎櫻                                             |           |
| 52   | 7月23日       | 動畫歌曲SP②《名偵探柯南》特集！高城勇貴與富里合唱《抓住我，今晚》、 井上與川崎合唱《渡月橋 ～想念你～》、岡本與小川合唱《美麗的鰭》     | 抓住我，今晚                  | 高城勇貴、富里奈央                                         |           |
| 52   | 7月23日       | 動畫歌曲SP②《名偵探柯南》特集！高城勇貴與富里合唱《抓住我，今晚》、 井上與川崎合唱《渡月橋 ～想念你～》、岡本與小川合唱《美麗的鰭》     | 美丽的鳍                      | 岡本姬奈、小川彩                                           |           |
| 53   | 7月30日       | 克里斯・哈特登場！與五百城、一之瀨合唱《I LOVE YOU》、 前輩中村麗乃演唱《向地球最後的告白》、岡本與菅原合唱《I Don't Know!》            | I Don't Know!                 | 岡本姬奈、菅原咲月                                         |           |
| 53   | 7月30日       | 克里斯・哈特登場！與五百城、一之瀨合唱《I LOVE YOU》、 前輩中村麗乃演唱《向地球最後的告白》、岡本與菅原合唱《I Don't Know!》            | 向地球最後的告白              | 中村麗乃                                                   |           |
| 53   | 7月30日       | 克里斯・哈特登場！與五百城、一之瀨合唱《I LOVE YOU》、 前輩中村麗乃演唱《向地球最後的告白》、岡本與菅原合唱《I Don't Know!》            | I LOVE YOU                    | 五百城茉央、一之瀨美空、克里斯・哈特                       |           |
| 54   | 8月6日        | ILENT SIREN登場！與岡本、川崎、中西合唱《Cherry Bomb》、 小川、川崎、富里合唱《A—暑假》、五百城與井上合唱《A Perfect Sky》              | A—暑假                        | 小川彩、川崎櫻、富里奈央                                   |           |
| 54   | 8月6日        | ILENT SIREN登場！與岡本、川崎、中西合唱《Cherry Bomb》、 小川、川崎、富里合唱《A—暑假》、五百城與井上合唱《A Perfect Sky》              | A Perfect Sky                 | 五百城茉央、井上和                                         |           |
| 54   | 8月6日        | ILENT SIREN登場！與岡本、川崎、中西合唱《Cherry Bomb》、 小川、川崎、富里合唱《A—暑假》、五百城與井上合唱《A Perfect Sky》              | Cherry Bomb                   | 岡本姬奈、川崎櫻、中西阿爾諾、ILENT SIREN                  |           |
| 55   | 8月13日       | 奧華子登場！與井上合唱《不變的事物》、 五百城、池田、一之瀨、中西合唱《世界都墜入戀愛之中》、岡本與富里合唱《羅密歐》                   | 世界都墜入戀愛之中            | 五百城茉央、池田瑛紗、一之瀨美空、中西阿爾諾               |           |
| 55   | 8月13日       | 奧華子登場！與井上合唱《不變的事物》、 五百城、池田、一之瀨、中西合唱《世界都墜入戀愛之中》、岡本與富里合唱《羅密歐》                   | 羅密歐                        | 岡本姬奈、富里奈央                                         |           |
| 55   | 8月13日       | 奧華子登場！與井上合唱《不變的事物》、 五百城、池田、一之瀨、中西合唱《世界都墜入戀愛之中》、岡本與富里合唱《羅密歐》                   | 不變的事物                    | 奧華子、井上和                                             |           |
| 56   | 8月20日       | SEAMO登場！與奥田和菅原一起演出唱《我們再相見吧》、 五百城、一之瀨、小川、富里演唱《Wake Me Up!》、前輩‧佐藤璃果演唱《逆夢》            | Wake Me Up!                   | 五百城茉央、一之瀨美空、小川彩、富里奈央                   |           |
| 56   | 8月20日       | SEAMO登場！與奥田和菅原一起演出唱《我們再相見吧》、 五百城、一之瀨、小川、富里演唱《Wake Me Up!》、前輩‧佐藤璃果演唱《逆夢》            | 逆夢                          | 佐藤璃果                                                   |           |
| 56   | 8月20日       | SEAMO登場！與奥田和菅原一起演出唱《我們再相見吧》、 五百城、一之瀨、小川、富里演唱《Wake Me Up!》、前輩‧佐藤璃果演唱《逆夢》            | 我們再相見吧                  | 奧田伊呂波、菅原咲月、SEAMO                                |           |
| 57   | 8月27日       | asaco登場！與岡本一起演出唱《蘋果紅茶》、 池田、小川、菅原演唱《這個那個》、前輩‧賀喜遙香演唱《魂之輪迴》                               | 魂之轮回                      | 賀喜遙香                                                   |           |
| 57   | 8月27日       | asaco登場！與岡本一起演出唱《蘋果紅茶》、 池田、小川、菅原演唱《這個那個》、前輩‧賀喜遙香演唱《魂之輪迴》                               | 這個那個                      | 池田瑛紗、小川彩、菅原咲月                                 |           |
| 57   | 8月27日       | asaco登場！與岡本一起演出唱《蘋果紅茶》、 池田、小川、菅原演唱《這個那個》、前輩‧賀喜遙香演唱《魂之輪迴》                               | 蘋果紅茶                      | 岡本姬奈、asaco                                            |           |
| 58   | 9月3日        | 榑井勇輝登場！井上與岡本一同演唱《LIFE》、 一之瀨演唱《太陽之歌 》、五百城、小川、奥田、富里、中西演唱《怪獸之花歌》                    | 怪獸之花歌                    | 五百城茉央、小川彩、奧田伊呂波、富里奈央、中西阿爾諾       |           |
| 58   | 9月3日        | 榑井勇輝登場！井上與岡本一同演唱《LIFE》、 一之瀨演唱《太陽之歌 》、五百城、小川、奥田、富里、中西演唱《怪獸之花歌》                    | 太陽之歌                      | 一之瀨美空                                                 |           |
| 58   | 9月3日        | 榑井勇輝登場！井上與岡本一同演唱《LIFE》、 一之瀨演唱《太陽之歌 》、五百城、小川、奥田、富里、中西演唱《怪獸之花歌》                    | LIFE                          | 井上和、岡本姬奈、榑井勇輝                                 |           |
| 59   | 9月10日       | BLUE ENCOUNT登場！井上＆小川演唱《北極星》、 岡本演唱《PRIDE》、菅原演唱《You're my sunshine》一之瀨＆井上＆岡本＆小川的舞蹈組合復活    | You're my sunshine            | 菅原咲月 wish 紅襪隊                                       |           |
| 59   | 9月10日       | BLUE ENCOUNT登場！井上＆小川演唱《北極星》、 岡本演唱《PRIDE》、菅原演唱《You're my sunshine》一之瀨＆井上＆岡本＆小川的舞蹈組合復活    | PRIDE                         | 岡本姬奈                                                   |           |
| 59   | 9月10日       | BLUE ENCOUNT登場！井上＆小川演唱《北極星》、 岡本演唱《PRIDE》、菅原演唱《You're my sunshine》一之瀨＆井上＆岡本＆小川的舞蹈組合復活    | 北極星                        | 井上和、小川彩、BLUE ENCOUNT                               |           |
| 60   | 9月17日       | 平野綾登場！池田＆一之瀨演唱《晴天愉快》、 奥田演唱《歌者的敘事曲》、井上＆中西＆川崎演唱《Dreamland》                                  | 歌者的敘事曲                  | 奧田伊呂波                                                 |           |
| 60   | 9月17日       | 平野綾登場！池田＆一之瀨演唱《晴天愉快》、 奥田演唱《歌者的敘事曲》、井上＆中西＆川崎演唱《Dreamland》                                  | Dreamland                     | 井上和、中西阿爾諾、川崎櫻                                 |           |
| 60   | 9月17日       | 平野綾登場！池田＆一之瀨演唱《晴天愉快》、 奥田演唱《歌者的敘事曲》、井上＆中西＆川崎演唱《Dreamland》                                  | 晴天愉快                      | 池田瑛紗、一之瀨美空、平野綾                               |           |
| 61   | 10月15日      | 橫山劍和池田＆奥田演唱《龍與虎》、 中西演唱《三日月》、一之瀨＆岡本＆菅原演唱《MONSTER DANCE》、小川的鋼琴挑戰企劃                      | MONSTER DANCE                 | 一之瀨美空、岡本姬奈、菅原咲月                             |           |
| 61   | 10月15日      | 橫山劍和池田＆奥田演唱《龍與虎》、 中西演唱《三日月》、一之瀨＆岡本＆菅原演唱《MONSTER DANCE》、小川的鋼琴挑戰企劃                      | 三日月                        | 中西阿爾諾                                                 |           |
| 61   | 10月15日      | 橫山劍和池田＆奥田演唱《龍與虎》、 中西演唱《三日月》、一之瀨＆岡本＆菅原演唱《MONSTER DANCE》、小川的鋼琴挑戰企劃                      | 龍與虎                        | 池田瑛紗、奧田伊呂波、橫山劍                               |           |
| 62   | 10月22日      | 渡邊美奈代與川崎＆富里演唱《PINK的CHAO》、 菅原＆井上＆一之瀨＆小川＆奥田＆菅原演唱《自私 隨和 愛的玩笑》、池田演唱《粉紅的莫札特》     | 粉紅的莫札特                  | 池田瑛紗                                                   |           |
| 62   | 10月22日      | 渡邊美奈代與川崎＆富里演唱《PINK的CHAO》、 菅原＆井上＆一之瀨＆小川＆奥田＆菅原演唱《自私 隨和 愛的玩笑》、池田演唱《粉紅的莫札特》     | 自私 隨和 愛的玩笑 / 愛的軍團 | 菅原咲月、井上和、一之瀨美空、小川彩、奧田伊呂波、菅原咲月 |           |
| 62   | 10月22日      | 渡邊美奈代與川崎＆富里演唱《PINK的CHAO》、 菅原＆井上＆一之瀨＆小川＆奥田＆菅原演唱《自私 隨和 愛的玩笑》、池田演唱《粉紅的莫札特》     | PINK的CHAO                    | 川崎櫻、富里奈央、渡邊美奈代                               |           |
| 63   | 10月29日      | 萬聖節SP！《大家來跳舞》、 菅原＆Rake本人演唱《100萬次的『I love you』》、五百城＆中西《Remember Me》                                   | 大家來跳舞                    | 全員                                                       |           |
| 63   | 10月29日      | 萬聖節SP！《大家來跳舞》、 菅原＆Rake本人演唱《100萬次的『I love you』》、五百城＆中西《Remember Me》                                   | Remember Me                   | 五百城茉央、中西阿爾諾                                     |           |
| 63   | 10月29日      | 萬聖節SP！《大家來跳舞》、 菅原＆Rake本人演唱《100萬次的『I love you』》、五百城＆中西《Remember Me》                                   | 100萬次的『I love you』       | 菅原咲月、Rake                                             |           |
| 64   | 11月5日       | wacci橋口洋平登場！與奥田合唱《變成了別人的女朋友》、 五百城＆菅原《戀愛吧》、小川＆中西《無數次》                                      | 無數次                        | 小川彩、中西阿爾諾                                         |           |
| 64   | 11月5日       | wacci橋口洋平登場！與奥田合唱《變成了別人的女朋友》、 五百城＆菅原《戀愛吧》、小川＆中西《無數次》                                      | 戀愛吧                        | 五百城茉央、菅原咲月                                       |           |
| 64   | 11月5日       | wacci橋口洋平登場！與奥田合唱《變成了別人的女朋友》、 五百城＆菅原《戀愛吧》、小川＆中西《無數次》                                      | 變成了別人的女朋友            | 奧田伊呂波、橋口洋平                                       |           |
| 65   | 11月12日      | 聲優・佐倉綾音與井上合唱《獅子》、 富里演唱《月之水滴》、池田＆川崎＆菅原演唱《散步道》                                                 | 散步道                        | 川崎櫻、菅原咲月、池田瑛紗                                 |           |
| 65   | 11月12日      | 聲優・佐倉綾音與井上合唱《獅子》、 富里演唱《月之水滴》、池田＆川崎＆菅原演唱《散步道》                                                 | 月之水滴                      | 富里奈央                                                   |           |
| 65   | 11月12日      | 聲優・佐倉綾音與井上合唱《獅子》、 富里演唱《月之水滴》、池田＆川崎＆菅原演唱《散步道》                                                 | 獅子                          | 井上和、佐倉綾音                                           |           |
| 66   | 11月19日      | 海外特別來賓・香奈儿與中西合唱《Believe》 、小川演唱《找錯遊戲》、一之瀨＆岡本＆富里演唱《重要的東西》                                  | 重要的東西                    | 小川彩                                                     |           |
| 66   | 11月19日      | 海外特別來賓・香奈儿與中西合唱《Believe》 、小川演唱《找錯遊戲》、一之瀨＆岡本＆富里演唱《重要的東西》                                  | 找錯遊戲                      | 一之瀨美空、岡本姬奈、富里奈央                             |           |
| 66   | 11月19日      | 海外特別來賓・香奈儿與中西合唱《Believe》 、小川演唱《找錯遊戲》、一之瀨＆岡本＆富里演唱《重要的東西》                                  | Believe                       | 中西阿爾諾、香奈兒                                         |           |
| 67   | 11月26日      | 大石昌良登場！與川崎合唱《非你不可》 、井上＆中西合唱《Lemon》、五百城＆奥田合唱《向著光》                                              | Lemon                         | 井上和、中西阿爾諾                                         |           |
| 67   | 11月26日      | 大石昌良登場！與川崎合唱《非你不可》 、井上＆中西合唱《Lemon》、五百城＆奥田合唱《向著光》                                              | 非你不可                      | 川崎櫻、大石昌良                                           |           |
| 67   | 11月26日      | 大石昌良登場！與川崎合唱《非你不可》 、井上＆中西合唱《Lemon》、五百城＆奥田合唱《向著光》                                              | 向着光                        | 五百城茉央、奧田伊呂波                                     |           |
| 68   | 12月3日       | 和樂器樂團登場！與池田＆井上＆川崎合唱《千本櫻》、 中西＆池田演唱《DEPARTURES》、奥田＆菅原＆五百城＆富里《WHITE BREATH》               | WHITE BREATH                  | 奧田伊呂波、菅原咲月、五百城茉央、富里奈央                 |           |
| 68   | 12月3日       | 和樂器樂團登場！與池田＆井上＆川崎合唱《千本櫻》、 中西＆池田演唱《DEPARTURES》、奥田＆菅原＆五百城＆富里《WHITE BREATH》               | DEPARTURES                    | 中西阿爾諾、池田瑛紗                                       |           |
| 68   | 12月3日       | 和樂器樂團登場！與池田＆井上＆川崎合唱《千本櫻》、 中西＆池田演唱《DEPARTURES》、奥田＆菅原＆五百城＆富里《WHITE BREATH》               | 千本櫻                        | 池田瑛紗、井上和、川崎櫻、和樂器樂團                       |           |
| 69   | 12月10日      | SAM&DJ KOO登場！池田＆一之瀨＆川崎演唱《EZ DO DANCE》、 井上＆菅原＆富里《Yesterday》、五百城＆小川《假裝情人》                         | Yesterday                     | 井上和、菅原咲月、富里奈央                                 |           |
| 69   | 12月10日      | SAM&DJ KOO登場！池田＆一之瀨＆川崎演唱《EZ DO DANCE》、 井上＆菅原＆富里《Yesterday》、五百城＆小川《假裝情人》                         | EZ DO DANCE                   | 池田瑛紗、一之瀨美空、川崎櫻、SAM&DJ KOO                   |           |
| 69   | 12月10日      | SAM&DJ KOO登場！池田＆一之瀨＆川崎演唱《EZ DO DANCE》、 井上＆菅原＆富里《Yesterday》、五百城＆小川《假裝情人》                         | 假裝情人                      | 五百城茉央、小川彩                                         |           |
| 70   | 12月17日      | s**t kingz登場！一之瀨＆小川挑戰世界級超高難度舞蹈、 井上演唱《留在我身邊》、菅原＆中西＆富里演唱《你與滑雪場》                         | 你与滑雪场                    | 菅原咲月、中西阿爾諾、富里奈央                             |           |
| 70   | 12月17日      | s**t kingz登場！一之瀨＆小川挑戰世界級超高難度舞蹈、 井上演唱《留在我身邊》、菅原＆中西＆富里演唱《你與滑雪場》                         | MORECHAU                      | 一之瀨美空、小川彩、s**t kingz                             |           |
| 70   | 12月17日      | s**t kingz登場！一之瀨＆小川挑戰世界級超高難度舞蹈、 井上演唱《留在我身邊》、菅原＆中西＆富里演唱《你與滑雪場》                         | 留在我身邊                    | 井上和                                                     |           |
| 71   | 12月24日      | 聖誕節SP、池田＆一之瀨＆井上＆小川＆川崎演唱《Merry × Merry Xmas★》、 奥田＆中西演唱《雪之聖誕節》、全員合唱獨角獸樂團的《下雪的小鎮》  | Merry × Merry Xmas★           | 池田瑛紗、一之瀨美空、井上和、小川彩、川崎櫻               |           |
| 71   | 12月24日      | 聖誕節SP、池田＆一之瀨＆井上＆小川＆川崎演唱《Merry × Merry Xmas★》、 奥田＆中西演唱《雪之聖誕節》、全員合唱獨角獸樂團的《下雪的小鎮》  | 雪之聖誕節                    | 奧田伊呂波、中西阿爾諾                                     |           |
| 71   | 12月24日      | 聖誕節SP、池田＆一之瀨＆井上＆小川＆川崎演唱《Merry × Merry Xmas★》、 奥田＆中西演唱《雪之聖誕節》、全員合唱獨角獸樂團的《下雪的小鎮》  | 下雪的小鎮                    | 5期生全員                                                  |           |
| 72   | 2025年1月14日 | 平松愛理登場！與富里合唱《房間和Y Shirt和我》、 五百城演唱《瑟魯之歌》、井上＆小川演唱《Winter, again》                                 | Winter,again                  | 井上和、小川彩                                             |           |
| 72   | 2025年1月14日 | 平松愛理登場！與富里合唱《房間和Y Shirt和我》、 五百城演唱《瑟魯之歌》、井上＆小川演唱《Winter, again》                                 | 瑟魯之歌                      | 五百城茉央                                                 |           |
| 72   | 2025年1月14日 | 平松愛理登場！與富里合唱《房間和Y Shirt和我》、 五百城演唱《瑟魯之歌》、井上＆小川演唱《Winter, again》                                 | 房間和Y Shirt和我             | 富里奈央、平松愛理                                         |           |
| 73   | 1月21日       | GO-BANG'S森若香織與一之瀨＆菅原合唱《來見我吧 I・NEED・YOU!》、 池田＆岡本＆中西演唱《悲傷如雪》、五百城＆川崎演唱《white key》         | white key                     | 五百城茉央、川崎櫻                                         |           |
| 73   | 1月21日       | GO-BANG'S森若香織與一之瀨＆菅原合唱《來見我吧 I・NEED・YOU!》、 池田＆岡本＆中西演唱《悲傷如雪》、五百城＆川崎演唱《white key》         | 悲傷如雪                      | 池田瑛紗、岡本姬奈、中西阿爾諾                             |           |
| 73   | 1月21日       | GO-BANG'S森若香織與一之瀨＆菅原合唱《來見我吧 I・NEED・YOU!》、 池田＆岡本＆中西演唱《悲傷如雪》、五百城＆川崎演唱《white key》         | 來見我吧 I・NEED・YOU!        | 一之瀨美空、菅原咲月、森若香織                             |           |
| 74   | 1月27日       | 「超·乃木坂明星誕生！LIVE」特別篇！貼身跟拍LIVE幕後！5期生的羈絆劇！                                                                    | -                             | -                                                          | [ 注 11 ] |
| 75   | 2月4日        | 花*花登場！與一之瀨＆富里合唱《啊～太好了》、 奥田演唱《Nonfiction》、井上＆池田＆小川演唱《BLIZZARD》                                  | BLIZZARD                      | 井上和、池田瑛紗、小川彩                                   |           |
| 75   | 2月4日        | 花*花登場！與一之瀨＆富里合唱《啊～太好了》、 奥田演唱《Nonfiction》、井上＆池田＆小川演唱《BLIZZARD》                                  | 啊～太好了                    | 一之瀨美空、富里奈央、花*花                                |           |
| 75   | 2月4日        | 花*花登場！與一之瀨＆富里合唱《啊～太好了》、 奥田演唱《Nonfiction》、井上＆池田＆小川演唱《BLIZZARD》                                  | Nonfiction                    | 奧田伊呂波                                                 |           |
| 76   | 2月11日       | 樋口愛登場！與井上合唱《惡魔之子》、 川崎演唱《SWEET MEMORIES》、小川＆一之瀨＆井上＆岡本演唱《Don't wanna cry》                        | Don't wanna cry               | 小川彩、一之瀨美空、井上和、岡本姬奈                       |           |
| 76   | 2月11日       | 樋口愛登場！與井上合唱《惡魔之子》、 川崎演唱《SWEET MEMORIES》、小川＆一之瀨＆井上＆岡本演唱《Don't wanna cry》                        | 玻璃蘋果/SWEET MEMORIES       | 川崎櫻                                                     |           |
| 76   | 2月11日       | 樋口愛登場！與井上合唱《惡魔之子》、 川崎演唱《SWEET MEMORIES》、小川＆一之瀨＆井上＆岡本演唱《Don't wanna cry》                        | 惡魔之子                      | 井上和、樋口愛                                             |           |
| 77   | 2月18日       | 石井龍也登場！與5期生合唱《浪漫飛行》、 川崎＆中西＆岡本＆奥田＆富里合唱《Shake Hip!》、小川＆菅原演唱《愛的形狀 feat. HIDE (GReeeeN)》 | 愛的形狀                      | 小川彩、菅原咲月                                           |           |
| 77   | 2月18日       | 石井龍也登場！與5期生合唱《浪漫飛行》、 川崎＆中西＆岡本＆奥田＆富里合唱《Shake Hip!》、小川＆菅原演唱《愛的形狀 feat. HIDE (GReeeeN)》 | Shake Hip!                    | 川崎櫻、中西阿爾諾、岡本姬奈、奧田伊呂波、富里奈央         |           |
| 77   | 2月18日       | 石井龍也登場！與5期生合唱《浪漫飛行》、 川崎＆中西＆岡本＆奥田＆富里合唱《Shake Hip!》、小川＆菅原演唱《愛的形狀 feat. HIDE (GReeeeN)》 | 浪漫飛行                      | 5期生全員、石井龍也                                        |           |
| 78   | 2月25日       | 三年來的慶功派對舉行！純真的歌唱模樣！成員們的淚水和首次個人獨唱……懷念的影像＆（秘）幕後花絮                                            | -                             | -                                                          |           |
| 79   | 3月4日        | 慶功派對後半戰！回憶中的精彩表演BEST5發表、全員熱情合唱那首乃木坂的經典歌曲、奧茲華爾德的現場漫才表演                                   | 獨自一人的天堂                | 5期生全員                                                  |           |
| 80   | 3月11日       | 五百城＆池田＆奥田＆川崎演唱《白日夢信徒》、 一之瀨＆小川演唱《未來預想圖ll》、全員合唱MONGOL800的《給你》、感動的謝幕                  | 白日夢信徒                    | 五百城茉央、池田瑛紗、奧田伊呂波、川崎櫻                   |           |
| 80   | 3月11日       | 五百城＆池田＆奥田＆川崎演唱《白日夢信徒》、 一之瀨＆小川演唱《未來預想圖ll》、全員合唱MONGOL800的《給你》、感動的謝幕                  | 未來預想圖ll                  | 一之瀨美空、小川彩                                         |           |
| 80   | 3月11日       | 五百城＆池田＆奥田＆川崎演唱《白日夢信徒》、 一之瀨＆小川演唱《未來預想圖ll》、全員合唱MONGOL800的《給你》、感動的謝幕                  | 給你                          | 5期生全員                                                  |           |

### 播放時間
| 播放日期                    | 播放時間                          | 播放局     | 播放地區 | 備註      |
| --------------------------- | --------------------------------- | ---------- | -------- | --------- |
| 2024年4月30日—2025年3月11日 | 星期二 01:29－01:59（星期一深夜） | 日本電視台 | 關東地區 | 製作局    |
| 2024年4月30日—2025年3月11日 | 星期二 01:29－01:59（星期一深夜） | 福岡放送   | 福岡縣   | [ 注 15 ] |
| 2024年4月30日—2025年3月18日 | 星期二 01:29－01:59（星期一深夜） | 宮城電視台 | 宮城縣   |           |
| 2024年4月30日—2025年3月25日 | 星期二 01:29－01:59（星期一深夜） | 山梨放送   | 山梨縣   |           |
| 2024年4月30日—2024年7月23日 | 星期二 01:29－01:59（星期一深夜） | 四國放送   | 德島縣   | [ 注 16 ] |
| 2024年5月4日—2025年3月22日  | 星期六 01:59－02:29（星期五深夜） | 北日本放送 | 富山縣   |           |
| 2024年5月5日—2025年5月4日   | 星期日 02:25－02:55（星期六深夜） | 中京電視台 | 中京圈   | [ 注 17 ] |
| 2024年5月19日—2025年3月19日 | 星期三 00:59－01:29（星期二深夜） | 新潟電視台 | 新潟縣   |           |

## 相關商品

### 超·乃木坂明星誕生！Blu-ray
| #       | 發售日期       | 編號       | 版本標題                 | 型態        | 收入特典                                     | 收入映像 |
| vap發行 | vap發行        | vap發行    | vap發行                  | vap發行     | vap發行                                      | vap發行 |
| ------- | -------------- | ---------- | ------------------------ | ----------- | -------------------------------------------- | --- |
| 1       | 2024年4月10日  | VPXF-72062 | 超·乃木坂明星誕生！第1卷 | Blu-ray BOX | 本篇Disc 2枚組＋特典Disc 3枚組＋特典影像收錄 | 製作花絮（歌唱篇）、製作花絮（短劇篇）、未公開畫面、成員在攝影棚中的反應全都公開！《超·乃木坂明星誕生！5期生的挑戰》#1～#20  |
| 2       | 2024年9月25日  | VPXF-72063 | 超·乃木坂明星誕生！第2卷 | Blu-ray BOX | 本篇Disc 2枚組＋特典Disc 3枚組＋特典影像收錄 | 製作花絮（歌唱篇）、製作花絮（短劇篇）、未公開畫面、成員在攝影棚中的反應全都公開！《超·乃木坂明星誕生！5期生的挑戰》#21～#40 |
| 3       | 2025年4月23日  | VPXF-72096 | 超·乃木坂明星誕生！第3卷 | Blu-ray BOX | 本篇Disc 2枚組＋特典Disc 3枚組＋特典影像收錄 | 製作花絮影、未公開畫面、「放鬆明星誕生！」更多精彩內容公開！《超·乃木坂明星誕生！5期生的挑戰》#41～#60                       |
| 4       | 2025年10月22日 | VPXF-72137 | 超·乃木坂明星誕生！第4卷 | Blu-ray BOX | 本篇Disc 2枚組＋特典Disc 3枚組＋特典影像收錄 | 製作花絮影、未公開畫面、「放鬆明星誕生！」更多精彩內容公開！《超·乃木坂明星誕生！5期生的挑戰》#61～#80                       |

## 相關活動
- 超·乃木坂明星誕生！LIVE（2023年12月16日－17日，國立代代木競技場第一體育館）[80]
  - 成員：5期生、梅澤美波（16日）、筒井彩萌（17日，上午）、與田祐希（17日，晚上）[81][82]
- 超·乃木坂明星誕生！LIVE（2024年11月2日－3日，橫濱體育館）[83][84][注 18]
  - 成員：5期生、一青窈（2日）、SILENT SIREN（3日，上午）、The Gospellers（3日，晚上）[88]

## 外部連結
- 超·乃木坂明星誕生！－日本電視台
- 超·乃木坂明星誕生！的X（前Twitter）（2023年4月25日—）